# Комарівська сільська рада (Борзнянський район)
Комарі́вська сільська́ ра́да — адміністративно-територіальна одиниця та орган місцевого самоврядування в Борзнянському районі Чернігівської області. Адміністративний центр — село Комарівка.

## Загальні відомості
- Територія ради: 84,34 км²
- Населення ради: 1 768 осіб (станом на 2001 рік)

Комарівська сільська рада зареєстрована 1926 року. Стала однією з 26-ти сільських рад Борзнянського району і одна з 10-ти, яка складається з одного населеного пункту..

## Населені пункти
Сільській раді були підпорядковані населені пункти:
- с. Комарівка

## Освіта
На території сільради діє Комарівська загальноосвітня школа-інтернат І-ІІ ст. і Комарівська ЗОШ І-ІІІ ст.

## Склад ради
Рада складалася з 16 депутатів та голови.
- Голова ради: Мойсєєнко Микола Сергійович
- Секретар ради: Вороніна Оксана Віталіївна

### Керівний склад попередніх скликань
| Прізвище, ім'я, по батькові | Основні відомості                                                                     | Дата обрання | Дата звільнення |
| --------------------------- | ------------------------------------------------------------------------------------- | ------------ | --------------- |
| Мойсєєнко Микола Сергійович | Сільський голова, 1960 року народження, освіта вища, член Української Народної Партії | 26.03.2006   | 31.10.2010      |
| Мойсєєнко Микола Сергійович | Сільський голова, 1960 року народження, освіта вища, безпартійний                     | 31.10.2010   |                 |

Примітка: таблиця складена за даними сайту Верховної Ради України

### Депутати
За результатами місцевих виборів 2010 року депутатами ради стали:

#### За суб'єктами висування
| Суб'єкт висування                                       | Кількість обраних депутатів | %    |
| ------------------------------------------------------- | --------------------------- | ---- |
| Партія регіонів                                         | 7                           | 43,8 |
| Політична партія Всеукраїнське об'єднання «Батьківщина» | 4                           | 25   |
| Політична партія «Сильна Україна»                       | 3                           | 18,8 |
| Народна партія                                          | 2                           | 12,5 |

#### За округами
| № округу                                                | Прізвище, ім'я, по батькові      | Дата визнання обраним | Освіта             | Партійна приналежність                        | Відомості про обраного депутата                     |
| ------------------------------------------------------- | -------------------------------- | --------------------- | ------------------ | --------------------------------------------- | --------------------------------------------------- |
| Народна Партія                                          |                                  |                       |                    |                                               |                                                     |
| 4                                                       | Куделя Олександр Іванович        | 04.11.2010            | вища               | позапартійний                                 | Комарівська загальноосвітня школа, вчитель          |
| 15                                                      | Яковенко Валентина Олексіївна    | 04.11.2010            | вища               | позапартійна                                  | Комарівська загальноосвітня школа, вчитель          |
| Партія регіонів                                         |                                  |                       |                    |                                               |                                                     |
| 5                                                       | Шкроба Наталія Олександрівна     | 04.11.2010            | середня            | позапартійна                                  | Комарівське відділення ощадбанку                    |
| 6                                                       | Єсипенко Тетяна Миколаївна       | 04.11.2010            | вища               | позапартійна                                  | пенсіонер                                           |
| 8                                                       | Куторга Ніна Олександрівна       | 04.11.2010            | середня спеціальна | позапартійна                                  | Комарівське відділення зв'язку, начальник           |
| 11                                                      | Колодка Тетяна Василівна         | 04.11.2010            | вища               | позапартійна                                  | Комарівська загальноосвітня школа-інтернат, вчитель |
| 12                                                      | Вороніна Оксана Віталіївна       | 04.11.2010            | вища               | член Партії регіонів                          | Комарівська сільська рада, секретар                 |
| 14                                                      | Шевлюга Станіслав Васильович     | 04.11.2010            | вища               | позапартійний                                 | Оленівська загальноосвітня школа, директор          |
| 16                                                      | Куранда Олександр Михайлович     | 04.11.2010            | вища               | член Партії регіонів                          | Комарівська загальноосвітня школа, вчитель          |
| Політична партія Всеукраїнське об'єднання «Батьківщина» |                                  |                       |                    |                                               |                                                     |
| 2                                                       | Залозний Володимир Володимирович | 04.11.2010            | вища               | член Всеукраїнського об'єднання «Батьківщина» | Комарівська МД Борзнянського РЕМ, майстер           |
| 3                                                       | Курінський Віталій Васильович    | 04.11.2010            | вища               | член Всеукраїнського об'єднання «Батьківщина» | Комарівська загальноосвітня школа-інтернат, вчитель |
| 7                                                       | Бабинець Петро Михайлович        | 04.11.2010            | вища               | член Всеукраїнського об'єднання «Батьківщина» | АО5 ЕОПГР м. Київ                                   |
| 10                                                      | Холодняк Лідія Володимирівна     | 04.11.2010            | вища               | член Всеукраїнського об'єднання «Батьківщина» | Комарівське ССТ, головний бухгалтер                 |
| Політична партія «Сильна Україна»                       |                                  |                       |                    |                                               |                                                     |
| 1                                                       | Сухонда Дмитро Іванович          | 04.11.2010            | середня            | член Політичної партії «Сильна Україна»       | тимчасово не працює                                 |
| 9                                                       | Коваль Григорій Віталійович      | 04.11.2010            | вища               | член Політичної партії «Сильна Україна»       | Комарівська сільська рада, земле-упорядник          |
| 13                                                      | Шевченко Тетяна Яківна           | 04.11.2010            | вища               | член Політичної партії «Сильна Україна»       | Комарівське ССТ, директор                           |